# Айон (село)
Айо́н — национальное чукотское село в Чаунском районе Чукотского автономного округа России.

## Население
| 2002 | 2010 | 2012 | 2013 | 2014 | 2015 | 2016 |
| ---- | ---- | ---- | ---- | ---- | ---- | ---- |
| 360  | ↘252 | ↘242 | ↘224 | ↘219 | ↘200 | ↗203 |
| 2017 | 2020 | 2021 |      |      |      |      |
| →203 | ↘191 | ↗210 |      |      |      |      |

## Географическое положение
Село расположено в северо-западной части острова Айон Чаунской губы Восточно-Сибирского моря. Расстояние до административного центра района составляет 96 км, до города окружного значения — 705 км.
В трёх километрах юго-восточнее села находится озеро Утиное.

## Топоним
Встречающееся в литературе объяснение названия из чук. ае, айо ’головной мозг’ (сходство по внешнему виду) сомнительно. Правдоподобнее из чук. эйу-, эйо- ’оживать’ — остров служит местом отдыха и нагула («оживления») оленей.

## История
Первое упоминание об острове Айон связывается с именем землепроходца Исая Игнатьева, который в 1646 году высадился на берег и вёл торговлю с местными жителями.
В 1761 году на Айоне побывал известный купец Никита Шалауров, а почти через столетие останавливался на острове со своей экспедицией В. П. Врангель, нанёсший впоследствии остров Айон на карту.
Учитель «Красной яранги» Игнат Тороев в 1933 году организовал здесь товарищество «Энмитагино», которое после войны было преобразовано в колхоз.

## Экономика и социальная инфраструктура
Основное занятие местных жителей — оленеводство, морзверобойный и пушной промыслы. Здесь находится подразделение муниципального сельхозпредприятия «Чаунское» (ранее — совхоз-миллионер «Энмитагино»).
В селе есть начальная школа (до 1999 года — неполная средняя школа), детский сад, больница, дом культуры, отделение связи.
С 1941 года действует полярная станция.
Улицы: Иненликея, Островная, Пугачёва, Северная, Школьная.
Юго-западнее, на возвышении, расположено кладбище.
На юго-восток, через озеро Утиное, идёт грунтовая дорога. Строится мост через сток из озера в реку Утатгыр.

## Транспорт
Каждый год для завоза запаса продуктов питания, топлива и других материально-технических грузов по льду залива устраивается автозимник. В среднем длина прокладываемой дороги составляет 120 км и зависит от состояния льда в Восточно-Сибирском море. Срок работы зимника составляет около двух месяцев (с начала марта до конца апреля-начала мая).
Пассажирские перевозки осуществляются с райцентром исключительно воздушным путём с помощью вертолёта с периодичностью 1—2 раза в месяц.

## Археологические находки
В окрестностях села обнаружены неолитические стоянки, датируемые началом I тыс. до н. э.

## Топографические карты
- Лист карты R-58-XXIII,XXIV Айон. Масштаб: 1 : 200 000. Состояние местности на 1973 год. Издание 1984 г.
- Лист карты R-59-XIX,XX о. Айон. Масштаб: 1 : 200 000. Состояние местности на 1973 год. Издание 1985 г.